# San Andrés Tepetlapa
San Andrés Tepetlapa är en kommun i Mexiko.   Den ligger i delstaten Oaxaca, i den sydöstra delen av landet, 210 km söder om huvudstaden Mexico City.